# Сълзата
Сълзата е най-високо разположеното от Седемте рилски езера (наричат го Първото или Горното). Неговата надморска височина е 2535 m, намира се сред малка хлътнатина северозападно от връх Дамга (Вазов връх).
Езерото е и най-малкото по площ и по обем от езерата в циркуса, с най-малък водосбор. То е второто най-плитко след Рибното езеро.
Подхранва се от два къси малки ручея, които се намират от южната и югозападната страна на езерото. Оттокът му се изтича направо в четвъртото езеро (Близнака). Площта на водосборния му басейн е 0,18 km2. Дълго е 150 m, а широко 70 m. Максималната му дълбочина е 4,5 m. Площта на водната повърхност е 0,7 ha. Водният му обем е 15 000 m3.
Езерото се смята за начало на река Джерман, приток на река Струма.
В миналото езерото е носило името Баш гьол.